# Regulile lui Fajans
În chimia anorganică, regulile lui Fajans, formulate de către Kazimierz Fajans în 1923, sunt folosite pentru a prezice dacă o legătură chimică este covalentă sau ionică, și depind de sarcina cationului și mărimile relative ale anionului și cationului. Acestea pot fi sintetizate în următorul tabel:
| Ionică                | Covalentă             |
| --------------------- | --------------------- |
| Sarcină pozitivă mică | Sarcină pozitivă mare |
| Cation mare           | Cation mic            |
| Anion mic             | Anion mare            |

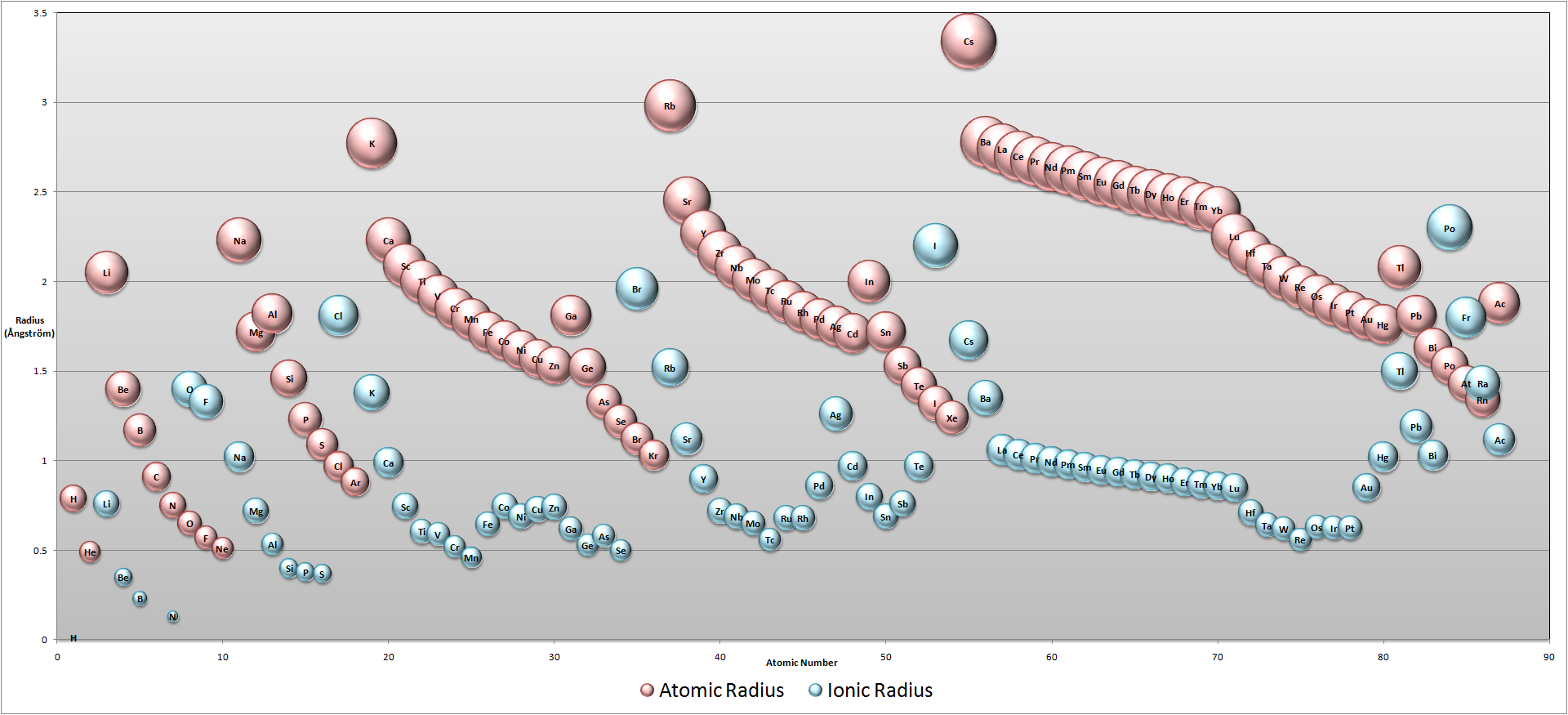
Reprezentare a relației dintre raza atomică și ionică a elementelor

De exemplu, clorura de sodiu, cu sarcină pozitivă mică (+1), cation mare (~1 Å) și un anion relativ mic (~2 Å) este un compus ionic, iar clorura de aluminiu (AlCl3), cu sarcina pozitivă mare (+3) și anion mare este un compus covalent.